# 中国科学院武汉病毒研究所
中国科学院武汉病毒研究所建于1956年，是从事病毒学基础研究及相关技术创新的综合性研究机构，是由中国科学院（CAS）管理的病毒学研究所，向中国国务院报告。它位于湖北省武汉市武昌区，开设了中国大陆第一个P4生物实验室（BSL-4）。该研究所与美国的加尔维斯顿国家实验室，法国的传染病国际研究中心，和加拿大的国家微生物实验室有着密切的联系。

## 历史沿革
现在的研究所始建于1956年，时称中国科学院武汉微生物研究室。
1956年6月5日，中国科学院决定同武汉大学、华中农学院合作在武汉建立一个微生物研究室。该研究室的筹备工作由武汉大学教务长、微生物教研组主任高尚荫主持。研究室分下列四个组进行研究工作：
| 组名                       | 研究方向                                           | 领导                                   |
| -------------------------- | -------------------------------------------------- | -------------------------------------- |
| 病毒组                     | 动植物的病毒和细菌病毒（噬菌体）                   | 武汉大学教务长、微生物教研组主任高尚荫 |
| 土壤微生物组               | 土壤微生物的生命活动及其同植物、土壤之间的互相关系 | 华中农学院土壤农化系主任陈华癸         |
| 植病的生物防治组           | 利用微生物防治植物病害                             | 华中农学院植物保护系主任杨新美         |
| 微生物的变异、遗传及育种组 | 细菌（包括放线菌）及其噬菌体变异，遗传及选种       | 武汉大学微生物教研组副主任赵保国       |

1961年11月更名为中国科学院中南微生物研究所。1962年10月更名为武汉微生物研究所。1966年中国科学院的地方分院撤消后归属湖北省科委领导，更名为湖北微生物研究所。1978年科技大会前回归中国科学院，更名为中国科学院武汉病毒所。

## 科研设备
- 日立H-7000FA透射电子显微镜
- 美国Amray公司1000B扫描电子显微镜
- Gilson GIAPD多功能系统(分析制备)高效液相色谱系统
- 岛津GC-9A气相色谱系统
- 岛津UV-300紫外分光光度检测系统
- Super NOVA超薄切片机[5]

## 机构设置
截止2016年12月，研究所共有在职职工266人（科研岗位189人）；在读研究生253人（博士生124人，硕士生129人）；拥有博士后流动站1个、二级学科博士点2个、二级学科硕士点2个、专业硕士点1个。
现任所长为王延轶，党委书记为肖庚富。
| - 分子病毒与病理研究中心 - 分析微生物学与纳米生物研究中心 - 微生物资源与生物信息研究中心 - 新发传染病研究中心 | - 综合办公室 - 组织人事处 - 科研计划处 - 财务处 - 研究生处 | - 武汉国家生物安全实验室 - 中国病毒学编辑部 - 公共技术服务中心 - 网络信息中心 |

## 历任领导
| # | 姓名   | 任期                  | 注释 |
| - | ------ | --------------------- | ---- |
| 1 | 高尚荫 | 1956年6月－1984年3月  |      |
| 2 | 丁达明 | 1985年9月－1987年9月  |      |
| 3 | 何添福 | 1994年4月－2000年10月 |      |
| 4 | 胡志红 | 2000年10月－2008年8月 |      |
| 5 | 陈新文 | 2008年8月－2018年10月 |      |
| 6 | 王延轶 | 2018年10月－          |      |

| # | 姓名   | 任期                  | 注释 |
| - | ------ | --------------------- | ---- |
| 1 | 许 力  | 1958年3月－1959年2月  |      |
| 2 | 刘 然  | 1961年3月－1979年12月 |      |
| 3 | 曹 健  | 1980年1月－1984年7月  |      |
| 4 | 汤吉梅 | 1987年9月－1992年4月  |      |
| 5 | 何添福 | 1992年4月－1996年6月  |      |
| 6 | 李兴革 | 1996年6月－2004年8月  |      |
| 7 | 袁志明 | 2004年8月－2013年8月  |      |
| 8 | 肖庚富 | 2018年12月－          |      |

## 武汉国家生物安全实验室
武汉国家生物安全实验室（英語：National Biosafety Laboratory, Wuhan，縮寫为），简称“武汉P4实验室”或“P4實驗室”，位于湖北省武汉市江夏区中国科学院武汉病毒研究所郑店园区，是中科院和武汉市政府合作建设的P4实验室，于2015年1月31日竣工，2018年1月5日正式运行，是中国首个生物安全第四等級实验室（BSL-4实验室），亚洲第三个生物安全第四等级实验室。
2003年7月24日，正值SARS事件尾声，时任武汉市市长李宪生、中科院副院长陈竺分别在《共建生物安全四级（P4）实验室协议书》上签字，中国内地首个生物安全最高等级实验室将落户武汉，原预计于2006年投入正常运转。
該實驗室起初由法中合作，法國前總理卡澤納夫為武漢國家生物安全實驗室剪綵，但原來近五十名法國研究人員，從來沒有進駐這間P4實驗室，結果中國據為己有。
法国总统雅克·希拉克于2004年10月訪華期間簽署了合作協議，法國協助中國建設P4病毒学研究中心，但法國有專家擔心中方會使用法國提供的技術來研製武器，法國情報部門當時向政府提出警告。
2008年，中国发布新的《实验室生物安全通用要求》GB 19489-2008代替GB19489-2004。
因种种因素，武汉国家生物安全实验室推迟到2015年1月31日竣工。2017年2月23日，法国总理贝尔纳·卡泽纳夫为武汉P4实验室剪彩并发表讲话。2018年1月5日，武汉国家生物安全实验室通过国家卫计委实验室活动资格和实验活动现场评估，具备从事开展高致病性病原微生物实验室活动资质；至此，中国首个P4实验室正式投入运行。
武汉国家生物安全实验室正式投入运行后，将对包括埃博拉病毒在内的自然疫源性病毒和其他新发病毒开展研究。

## 爭議

### 新冠病毒外泄推测
2020年4月，诺贝尔医学奖得主、艾滋病病毒发现者吕克·蒙塔尼耶接受法國醫學媒體採訪時表示，他們用數學模式對病毒基因研究得出的結果，確認了印度學者提出的新冠病毒帶有HIV基因的發現。他认为，该病毒上所具有的艾滋病病毒基因只有可能是在实验室实现，其传播是武汉病毒研究所在开发艾滋病疫苗时意外泄露所导致。
在疫情爆发初期担任美国疾控中心主任的雷德菲尔德在美国国会听证会上表示：“从这个大流行病爆发的最初期开始，我的看法是，关于新冠起源的这两个理论都需要进行强有力和彻底的审视。根据我对数据的初步分析，我开始相信，而且今天仍然相信，这表明新冠病毒更可能是实验室意外泄露的结果，而不是自然溢出事件的结果。这个结论主要基于这个病毒本身的生物学，包括它在人类之间迅速和很高的传染性，而这又会预测新变体的快速演变，以及一些其他的重要因素，也包括2019年秋天武汉病毒研究所里面和周边地区出现的一些异常行动”。前白宫官员、大西洋理事会的梅泽尔在听证会上说：“自大流行病爆发以来，中国政府摧毁了样本，隐藏了记录，监禁勇敢的中国记者，让中国科学家禁声，积极散布错误的信息，并采取了一切可能的事情，以防止这种不受约束的、基于证据而又如此迫切需要的调查。地球上的每个人都必须要求中国对此负责。”
2025年2月3日，美国政府效率部负责人埃隆·马斯克在社交平台X上指控中国科学院武汉病毒研究所接受美国国际开发署的资金援助，支持用于研究「蝙蝠冠狀病毒突变」，导致新冠病毒直接或间接产生。另据报道，在埃隆·马斯克提出该指控的同时，一张疑似美国政府内部文件的照片在X上疯传，其内容显示在2019年，中国武汉的一名科学家接受美國國家過敏和傳染病研究所的所长安東尼·佛奇与美国国际开发署通过美国生态健康联盟和加州大學戴維斯分校提供超过4000万美元的研究经费用于新冠病毒研究，且该科学家随后被指为“零号病人”。

## 参閲
- 病毒性疾病、人畜共通傳染病、新兴传染病
- 生物安全防护水平
- 石正丽（蝙蝠冠状病毒研究学者）
  - 蝙蝠携带的病毒/冠状病毒研究合作者包括：生态健康联盟（EcoHealth Alliance）總裁彼得·达萨克
- 中法关系
- 中国疾病预防控制中心
- 武汉市疾病预防控制中心
- 2019冠状病毒病武汉实验室释放与泄露论
- 严重急性呼吸系统综合征冠状病毒2流行病学溯源
- 武汉华南海鲜批发市场
- 2019冠狀病毒來源爭議
- 2019冠狀病毒病阴谋论
- 2019冠狀病毒病疫情相關錯誤資訊
- 2019年世界军人运动会
- 美国陆军医疗司令部德特里克堡